# Човек звани храброст (филм из 2010)
Човек звани храброст (енгл. True Grit) амерички је вестерн из 2010. у режији браће Коен, који су такође сценаристи, продуценти и монтажери филма. Представља другу филмску адаптацију истоименог романа Чарлса Портиса, након филма из 1969. са Џоном Вејном у главној улози.
У овој верзији Џеф Бриџиз и Хејли Стајнфелд тумаче улоге Рубена Џ. „Рустера“ Когберна и Мати Рос, а поред њих у филму наступају Мет Дејмон, Џош Бролин и Бари Пепер.
Човек звани храброст наишао је на добре реакције критичара и публике и био је номинована за десет Оскара, укључујући награде за најбољи филм, режију, глумца у главној улози (Бриџиз) и глумицу у споредној улози (Стајнфелд). Освојио је бројна друга признања и нашао се на листи 10 најбољих филмова 2010. по избору Америчког филмског института.

## Радња
Четрнаестогодишња Мати Рос решена је да освети свог оца тако што ће ухватити Тома Чејнија, човека који га је убио због два златника. Уз помоћ Рустера Когберна, једнооког, пићу склоног и пуцњаве увек жељног америчког шерифа, и искусног тексашког ренџера Лабефа, она креће у потеру за одбеглим Чејнијем. Упркос међусобним разликама, њихова чврста решеност води их у опасну авантуру која може имати само један исход: Освету.

## Улоге
| Глумац          | Улога                     |
| --------------- | ------------------------- |
| Џеф Бриџиз      | Рубен Џ. „Рустер“ Когберн |
| Хејли Стајнфелд | Мати Рос                  |
| Мет Дејмон      | Лабеф                     |
| Џош Бролин      | Том Чејни                 |
| Бари Пепер      | Лаки Нед Пепер            |
| Донал Глисон    | Мун                       |
| Пол Реј         | Емет Квинси               |
| Дејкинг Метјуз  | пуковник Стоунхил         |